# Юрий Фалин
Юрий Фалин (на руски: Юрий Фалин) е съветски футболист и треньор.

## Кариера
Фалин започва кариерата си в Торпедо Москва, където играе до 1960 г. След това преминава през отборите на Спартак Москва, Кайрат Алмати и Шинник Ярославъл. За националния отбор на СССР има 3 мача. Участник на Световното първенство през 1958 г.

## Отличия

### Отборни
Торпедо Москва
- Съветска Висша лига: 1960
- Купа на СССР по футбол: 1960

Спартак Москва
- Съветска Висша лига: 1962
- Купа на СССР по футбол: 1963, 1965